# Rødkærsbro Omfartsvej
Rødkærsbro Omfartsvej er en 2+1 sporet motortrafikvej der går uden om byen Rødkærsbro, og åbnede i den 9. oktober 1998. Omfartsvejen er en del af Primærrute 26, der går mellem Aarhus og Viborg og videre til Hanstholm. 

## Forløb
Motortrafikvejen begynder ved det tilslutningsanlæg, hvor Højbjerg Møllevej krydser henover Rødkærsbro Omfartsvej. Herfra fortsætter motortrafikvejen mod Viborg med yderligere tilslutningsanlæg, hvor vejen krydser Bjerrevej samt Faldborgvej. Motortrafikvejen ender, hvor Primærrute 52 fra Silkeborg slutter sig til Primærrute 26 i et tilslutningsanlæg. forsætter derfra videre som 4 sporet hovedvej til Viborg. 

## Vejens klassificering
Rødkærsbro Omfartsvej er en statsvej på hele strækningen. Hele Rødkærsbro Omfartsvej er klassificeret som hovedvej efter færdselsloven.
De offentlige veje inddeles fra 2015 efter vejloven i statsveje og kommuneveje, mens de tidligere blev klassificeret i hovedlandeveje, landeveje og kommuneveje. Betydningen for en vejs klassificering som statsvej eller kommunevej er først og fremmest af administrativ karakter. Statsvejene administreres af Vejdirektoratet, mens kommunevejene administreres af kommunerne. Det er vejmyndighedens ansvar at holde sine offentlige veje i den stand, som trafikkens art og størrelse kræver. Klassifikationen som statsveje og kommuneveje har ikke betydning for Danmarks overordnede rutenummererede vejnet med Europavejsruter, Primærruter eller sekundærruter, der administreres af Vejdirektoratet i samarbejde med kommunerne. Kun veje udlagt som Europavejsruter og Primærruter kan udlægges som hovedveje efter færdselsloven.

## Historie
Allerede i 1950’erne og 1960’erne blev der arbejdet med et projekt til forlægning af vejen gennen Rødkærsbro. I 1985-86 gennemførtes en undersøgelse af fordele og ulemper trafikalt og miljømæssigt ved at føre linjen nord eller syd om Rødkærsbro. Konklusionen blev at den nordlige var at foretrække, primært fordi trafikken mellem Viborg og Bjerringbro udgør en stor del af den samlede trafik.
Folketinget vedtog i 1990 en projekteringslov for Primærrute 26 mellem Aarhus og Hanstholm. Strategien for udbygning af rute 26 har været først at løse problemerne med gennemfartstrafik i byerne.
Folketinget besluttede i 1993, at Rødkærsbro Omfartsvej skulle anlægges som motorvej i en trinvis udbygning, dvs. som en motortrafikvej forberedt til senere udbygning som motorvej. Rødkærsbro Omfartsvej åbnede i 1998, og i tilknytning hertil åbnede også Faldborgvej vest om Rødkærsbro.